# Entier
In de wiskunde is de entier, ook floor, van een reëel getal {\displaystyle x}, genoteerd als {\displaystyle [x]} of {\displaystyle \lfloor x\rfloor }, het grootste gehele getal kleiner dan of gelijk aan {\displaystyle x}. 

## Definitie
Voor {\displaystyle x\in \mathbb {R} } is de entier {\displaystyle [x]} gedefinieerd door: 
{\displaystyle [x]\in \mathbb {Z} } en {\displaystyle x-1<[x]\leq x}
Alternatief kan de entier gedefinieerd worden door:
{\displaystyle [x]=\max \,\{m\in \mathbb {Z} \mid m\leq x\}}
en door:
{\displaystyle [x]=m\Leftrightarrow m\leq x<m+1} waarbij {\displaystyle m\in \mathbb {Z} }

## Voorbeelden
{\displaystyle [2{,}9]=2}
{\displaystyle [-2]=-2}
{\displaystyle [-2{,}3]=-3}
Onder invloed van computertoepassingen wordt de entier ook vaak met de Engelse term floor aangeduid en genoteerd als {\displaystyle \lfloor x\rfloor }. Dit is ook de norm onder de ISO-standaard voor wiskundige en wetenschappelijke symbolen., waarmee verwarring met de functie nint wordt voorkomen.

## Grafiek
De grafiek van de functie entier ziet er als volgt uit:
Vanwege deze opmerkelijke vorm wordt de entier ook wel de trapfunctie genoemd.

## Eigenschappen
Bij het optellen geldt:
{\displaystyle \lfloor x+y\rfloor =\lfloor x+y-\lfloor x\rfloor -\lfloor y\rfloor \rfloor +\lfloor x\rfloor +\lfloor y\rfloor }
De entier-functie wordt gebruikt in de definitie van de modulus-functie:
{\displaystyle x\!\!\!\mod y=x-y\left\lfloor {\frac {x}{y}}\right\rfloor }

## Toepassing in de informatica: afronden
De meeste computertalen beschikken over een ingebouwde entier-functie, bijvoorbeeld int(), die het mogelijk maakt vrijwel alle afrondingsfuncties die in de praktijk nodig zijn, te programmeren.
Meestal worden dit soort berekeningen uitgevoerd met behulp  van zwevendekommavariabelen, dat wil zeggen dat de computer niet een exact antwoord retourneert, zoals 2/3, maar een benadering daarvan, bijvoorbeeld 0,6666667. Dit kan leiden tot een foutief resultaat. Daarom verdient het aanbeveling de berekening, zo ver als mogelijk is, uit te voeren met behulp van gehele getallen. Daarnaast dient de ter beschikking staande entier-implementatie getest te worden op correcte afhandeling van negatieve getallen.

## Relaties met andere afrondingsfuncties
De entier is nauw verwant met de functies ceiling ({\displaystyle \lceil \cdot \rceil }) en nint.
Voor {\displaystyle x\notin \mathbb {Z} } is:
{\displaystyle \lfloor x\rfloor =\lceil x-1\rceil =\operatorname {nint} (x-{\tfrac {1}{2}})}
Ook geldt:
{\displaystyle \lfloor -x\rfloor =-\lceil x\rceil }